# 44e régiment de marche
Pour les articles homonymes, voir 44e régiment.
Le 44e régiment d'infanterie de marche (ou 44e régiment de marche) est un régiment d'infanterie français, qui a participé à la guerre franco-allemande de 1870.

## Création et différentes dénominations
- 1er novembre 1870 : formation du 44e régiment d'infanterie de marche
- fin mars 1871 : fusion dans le 44e régiment d'infanterie de ligne

## Historique
Le 44e régiment de marche est formé à Bourges le 1er novembre 1870, à trois bataillons de six compagnies. Il amalgame une compagnie de dépôt du 3e de ligne, une du 17e de ligne, une du 21e de ligne, deux du 34e de ligne, deux du 42e de ligne, une du 49e de ligne, une du 53e de ligne, une du 66e de ligne, une du 73e de ligne, trois du 88e de ligne, une du 98e de ligne et trois du 99e de ligne.
Il est affecté à la 2e brigade de la 1re division du 18e corps d'armée.
Au sein de l'armée de la Loire, le 44e régiment de marche est engagé le 24 novembre 1870 dans le combat de Ladon. La compagnie qui occupait le village est entièrement capturée,.
Le 28 décembre 1870, le 18e corps, dont fait partie le 44e régiment de marche, est transféré à l’armée de l'Est sous les ordres du général Bourbaki.
- 9 janvier 1871 : Bataille de Villersexel
- 15 au 17 janvier 1871 : Bataille de la Lisaine
- 1er février 1871 : Combat de la Cluse

Il est interné en Suisse le 1er février 1871,.
Il fusionne fin mars 1871 dans le 44e régiment d'infanterie de ligne.